# Conformação
Conformação é o processo mecânico onde se obtém peças através da compressão de metais sólidos em moldes, utilizando a deformação plástica da matéria-prima para o preenchimento das cavidades dos moldes.
O processo pode ou não ser executado com o aquecimento da matéria-prima, para facilitar o processo ou para modificar das características mecânicas da peça final.
Com a conformação a quente pode-se conformar peças com menos gasto de energia ( mais produtividade ) e não tornando necessário um tratamento termico, pois a conformação a quente é feita com temperaturas acima do ponto critico do diagrama ferro-carbono, logo a essa temperatura a estrutura se recristaliza simultaneamente com deformação sofrida.
Na conformação a frio temos a vantagem de ter um melhor acabamento na peça, e o material da peça fica encruado, isso ajuda a aumentar a resistência mecânica, mas diminui a ductilidade.

PRINCIPAIS PROCESSOS DE CONFORMAÇÃO

O número dos diferentes processos unitários de conformação mecânica, desenvolvidos para aplicações específicas, atinge atualmente algumas centenas. Não obstante, é possível classificá-los num pequeno número de categorias, com base em critérios tais como: o tipo de esforço que provoca a deformação do material, a variação relativa da espessura da peça, o regime da operação de conformação, e o propósito da deformação.
Basicamente, os processos de conformação mecânica podem ser classificados em:
- Forjamento: conformação por esforços compressivos tendendo a fazer o material assumir o contorno da ferramenta conformadora, chamada matriz ou estampo.

- Laminação: conjunto de processos em que se faz o material passar através da abertura entre cilindros que giram, modificando-lhe (em geral reduzindo) a seção transversal; os produtos podem ser placas, chapas, barras de diferentes seções, trilhos, perfis diversos, anéis e tubos.

- Trefilação: redução da seção transversal de uma barra, fio ou tubo, “puxando-se” a peça através de uma ferramenta (fieira ou trefila) com forma de canal convergente.

- Extrusão: processo em que a peça é “empurrada” contra a matriz conformadora, com redução da sua seção transversal. A parte ainda não extrudada fica contida num recipiente ou cilindro (container); o produto pode ser uma barra, perfil ou tubo.

- Conformação de chapas: Compreende as operações de:
  - Embutimento;
  - Estiramento;
  - Corte;
  - Dobramento.